# Pass the Flask
Pass the Flask – album muzyczny The Bled.

## Lista utworów
1. "Red Wedding"  – 2:51
2. "You Know Who's Seatbelt"  – 3:01
3. "I Never Met Another Gemini"  – 4:11
4. "Ruth Buzzi Better Watch Her Back"  – 3:30
5. "Sound of Sulfur"  – 3:12
6. "Porcelain Hearts and Hammers for Teeth"  – 5:33
7. "Get Up You Son of a Bitch, Cause Mickey Loves Ya"  – 1:30
8. "Spitshine Sonata"  – 3:30
9. "We Are the Industry"  – 6:06
10. "Nothing We Say Leaves This Room"  – 4:51

## Reissue
1. "Red Wedding" - 2:51
2. "You Know Who's Seatbelt" - 3:01
3. "I Never Met Another Gemini" - 4:11
4. "Ruth Buzzi Better Watch Her Back" - 3:30
5. "Sound of Sulfur" - 3:12
6. "Porcelain Hearts and Hammers for Teeth" - 5:33
7. "Get Up You Son of a Bitch, Cause Mickey Loves Ya" - 1:33
8. "Spitshine Sonata" - 3:30
9. "We Are the Industry" - 5:53
10. "Nothing We Say Leaves This Room" - 4:49
11. "His First Crush" - 3:08
12. "Anvil Piñata" - 3:38
13. "Swatting Flies with a Wrecking Ball" - 2:20
14. "Glitterbomb" - 3:58
15. "F is for Forensics" - 4:28
16. "John Wayne Newton" - 2:23
17. "Meredith" - 2:23
18. "My Cyanide Catharsis" (Ft. Emily Long) – 4:15
19. "Ok, but Here's how it Really Happened" - 3:01
20. "Hotel Coral Essex" (Original Recording) – 3:29
21. "Lay on My Cot" (K-Note Freestyle ft. MC JayRay) – 2:16